# Greenbrier (Tennessee)
Greenbrier is een plaats (town) in de Amerikaanse staat Tennessee, en valt bestuurlijk gezien onder Robertson County.

## Demografie
Bij de volkstelling in 2000 werd het aantal inwoners vastgesteld op 4940.
In 2006 is het aantal inwoners door het United States Census Bureau geschat op 6236, een stijging van 1296 (26.2%).

## Geografie
Volgens het United States Census Bureau beslaat de plaats een oppervlakte van
17,2 km², waarvan 17,1 km² land en 0,1 km² water. Greenbrier ligt op ongeveer 227 m boven zeeniveau.

## Plaatsen in de nabije omgeving
De onderstaande figuur toont nabijgelegen plaatsen in een straal van 16 km rond Greenbrier.